# Bernard Hill
Bernard Hill (Manchester, 17 december 1944 – 5 mei 2024) was een Brits film-, toneel- en televisieacteur. Hij was vooral bekend door zijn rol als Théoden in The Lord of the Rings.

## Biografie

### Vroege jaren
Hill werd geboren in Manchester, Engeland, en ging naar het Xaverian College, die toen nog "Xaverian School" heette. Daarna volgde hij lessen aan de Manchester Polytechnic School of Drama, in dezelfde periode als acteur Richard Griffiths daar zat.

### Carrière
Hij had kleine rollen in Britse televisiedrama's, waaronder als de Romeinse soldaat Gratus in I, Claudius (1976). Ook speelde hij in 1982 de rol van Richard van York in een reeks televisieseries van de BBC, gebaseerd op de toneelstukken over Hendrik VI van Engeland van William Shakespeare.
Naast televisierollen was Hill ook te zien op het toneel, waaronder in The Cherry Orchard en Macbeth (1986), waarin hij de hoofdrol had. Hij speelde lijkschouwer Madgett in Drowning by Numbers (1988) van Peter Greenaway. In de blockbuster Titanic (1997) van regisseur James Cameron vertolkte hij de rol van Kapitein Edward J. Smith van de RMS Titanic. Hij was in 1999 te zien als Egeus in A Midsummer Night's Dream, gebaseerd op de gelijknamige komedie van William Shakespeare; gesitueerd in het negentiende-eeuwse Toscane, speelde Hill samen met acteurs als Kevin Kline, Calista Flockhart, Christian Bale en Michelle Pfeiffer. Het toneelstuk werd meerdere keren verfilmd, waaronder in 1909, 1935 en 1968.
Hij werd gecast voor de rol van Koning Théoden van Rohan in de tweede en derde film van de op Tolkiens gebaseerde boeken: The Lord of the Rings: The Two Towers (2002) en The Lord of the Rings: The Return of the King (2003), beide geregisseerd door Peter Jackson. Het was oorspronkelijk de bedoeling van Jackson om Hill de rol van tovenaar Gandalf te laten spelen.
Hij werd genomineerd voor een BAFTA Television Award in de categorie "Beste acteur" voor zijn rol als David Blunkett in het televisiedrama A Very Social Secretary (2005), een prijs die uiteindelijk werd gewonnen door Mark Rylance voor zijn rol in The Government Inspector.
Bernard Hill was de enige acteur die heeft gespeeld in twee van de drie films met de meest gewonnen Oscars: Titanic en Return of the King, die er beide 11 wonnen (de eerste film was Ben-Hur uit 1959). Hij was jarig op de dag dat The Return of the King werd uitgebracht.
Hill overleed op 5 mei 2024 op 79-jarige leeftijd. Ook de dag van de officiële airdate van het tweede seizoen van de Britse TV serie The Responder waar Hill zijn laatste rol speelde.

## Filmografie
- 1976 - I, Claudius - Gratus
- 1982 - Gandhi - Sergeant Putnam
- 1984 - The Bounty - William Cole
- 1988 - Drowning by Numbers - Madgett
- 1993 - Lipstick on your collar - Oom Fred
- 1996 - The Ghost and the Darkness - Dr. David Hawthorne
- 1997 - Titanic - Kapitein Edward John Smith
- 1999 - A Midsummer Night's Dream - Egeus
- 2002 - The Scorpion King - Philos
- 2002 - The Lord of the Rings: The Two Towers - Théoden
- 2003 - Gothika - Phil Parsons
- 2003 - The Lord of the Rings: The Return of the King - Théoden
- 2004 - Wimbledon - Edward Colt
- 2005 - The League of Gentlemen's Apocalypse - Koning Willem III
- 2005 - A Very Social Secretary - David Blunkett
- 2008 - Franklyn - Esser (post-productie)
- 2008 - Valkyrie - Generaal
- 2011 - The Wraith (2011) - Verteller
- 2012 - ParaNorman - The Judge
- 2015 - North v South - John Claridge
- 2016 - Golden Years - Arthur Goode
- 2016 - Interlude City - Richard
- 2018 - Second Chance - Peter
- 2023 - Forever Now - Oscar Smith